# Sarajärvi (sjö i Luumäki, Södra Karelen)
Sarajärvi är en sjö i kommunen Luumäki i landskapet Södra Karelen i Finland. Arean är 37 hektar och strandlinjen är 3,72 kilometer lång. Sjön  ingår i Kymmene älvs huvudavrinningsområde.   Den ligger omkring 42 kilometer väster om Villmanstrand och omkring 170 kilometer nordöst om Helsingfors. 